# 甘棠街道
甘棠街道，是中华人民共和国江西省九江市浔阳区下辖的一个乡镇级行政单位。

## 行政区划
甘棠街道下辖以下地区：
延支山社区、赵家花园社区、八角石社区、滨江社区、浔阳楼社区、南湖社区、能仁寺社区、黄土坡社区、景星社区、岳师门社区、柴桑社区、六角石社区、双峰社区、南司社区、庐峰社区、小南门社区、新公园社区、龙山社区、考棚社区、城市花园社区、城南社区和浔安社区。